# Mark Wastell
Mark Wastell (* 1968) ist ein britischer Improvisationsmusiker (Cello, auch Perkussion, Kontrabass) und Musikproduzent.

## Wirken
Wastell erhielt zu Hause keine Musikerziehung und war zunächst Musikfan, bevor er als Autodidakt Musiker wurde. Von Improvisationsmusikern wie John Stevens, Barry Guy, Phil Durrant und John Russell beeinflusst, setzte er sich dann mit Kompositionen von Morton Feldman, John Cage, Luigi Nono, Helmut Lachenmann und Salvatore Sciarrino auseinander. Auch beschäftigte er sich mit der Rolle von Live-Elektronik und Musique concrète bei David Tudor, Bernard Parmegiani oder Iannis Xenakis. Anfänglich spielte er Cello und beschäftigte sich mit den taktilen, texturalen und akustischen Möglichkeiten von Violoncello und Bogen.
1991 trat er in der Londoner Improvisationsszene erstmals in Erscheinung. Ab 1995 arbeitete er kammermusikalisch in Gruppen wie Chris Burns Ensemble (mit John Butcher, Rhodri Davies, John Russell, Matt Hutchinson), Derek Baileys Company (zum Beispiel mit Will Gaines, Simon H. Fell und Rhodri Davies), in Evan Parkers String Project (mit Peter Cusack, Hugh Davies, Rhodri Davies, Phil Durrant, John Edwards, Kaffe Matthews, Marcio Mattos, John Russell) oder The Sealed Knot (mit Burkhard Beins und Rhodri Davies). Gemeinsam mit Beins, Ignaz Schick und Alessandro Bosetti bildete er das Ensemble Necessaire; auch war er Mitglied von Tony Wrens Quatuor Accorde.
Wastell trat auch mit Musikern wie John Zorn, Keith Rowe, Peter Kowald, Roger Turner, Veryan Weston, Lol Coxhill, Mark Sanders, Axel Dörner, Hans Koch, Phil Minton, Max Eastley, Charlotte Hug, Clive Bell, Arild Andersen und Steve Beresford auf. Als Solist spielte er beim Micro Classical Festival (London 1996), London Musician’s Cooperative Festival (London 2000) und dem Huddersfield Contemporary Music Festival (2000). In der Gruppe IST (mit Simon H. Fell und Rhodri Davies) gehört er zu den wegweisenden Gruppen bei der Entwicklung der ultra-leisen Ästhetik und trat beim Total Music Meeting auf.
Seit der Gründung seines Labels Confront Recordings 1996 ist Wastell auch als Musikproduzent tätig. Gemeinsam mit Rhodri Davies koordiniert er das Konzerthaus All Angels.

## Diskographische Hinweise
- Phil Wachsmann, Roger Curphy, Mark Wastell, Carol Ann Jackson, Trevor Taylor Icarus (FMR 1995)
- Hervé Boghossian, John Tilbury, Mark Wastell Archi.Texture Vol. 1 (Cathnor Recordings 2006)
- Mark Wastell, Julie Tippetts Unraveling the Waterfall (Confront 2017)
- Paul Dunmall Sun Ship Quartet / Alan Skidmore & Julie Kjær / Ståle Liavik Solberg / Mark Wastell John Coltrane 50th Memorial Concert at Cafe Oto (Confront 2019)
- Cello-Intern Solos (Confront 2022)
- John Butcher, Luigi Marino & Mark Wastell: Parallel Streams (2024)